# در مورد چیزهای جنگ

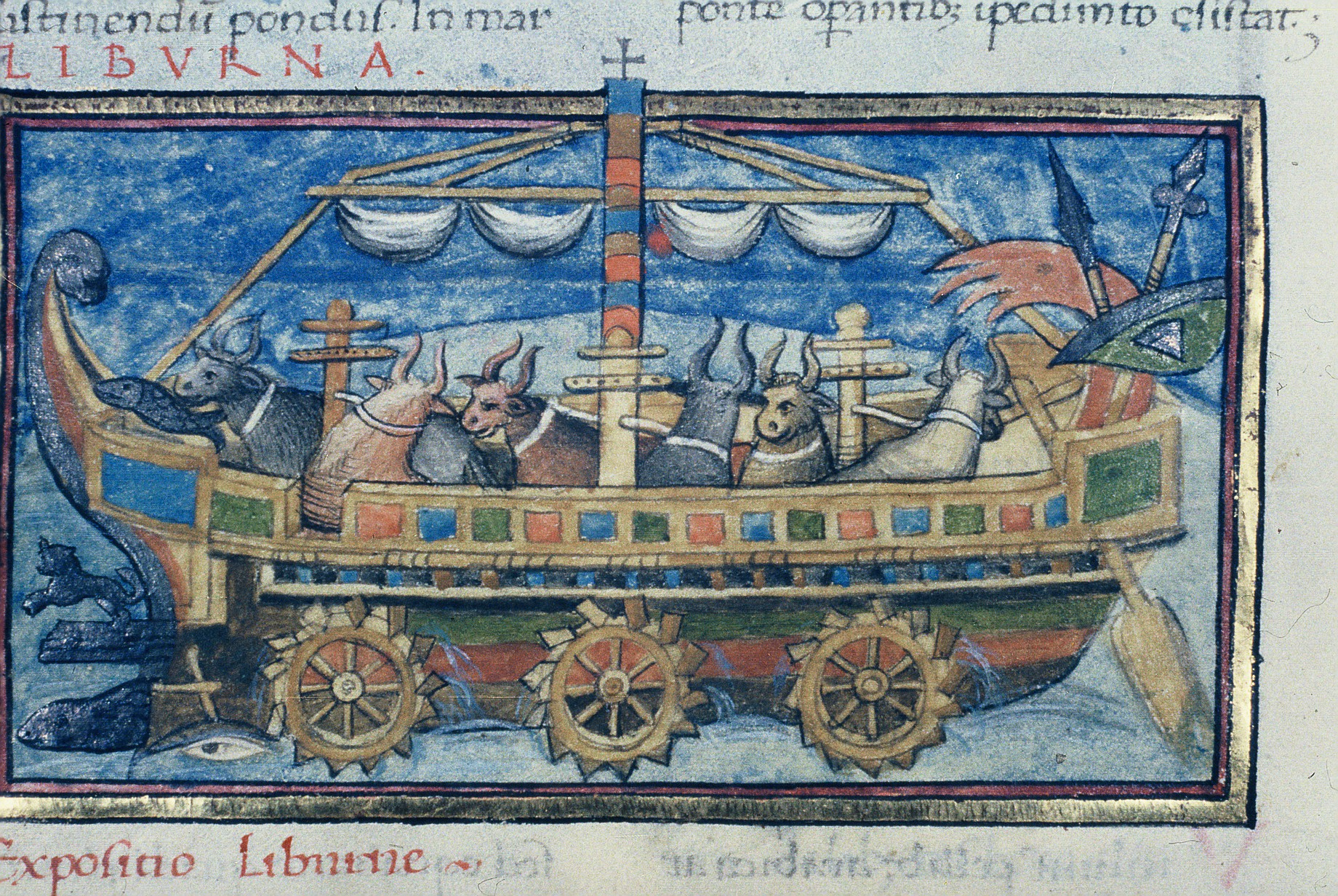
در مورد چیزهای جنگ

د ربوس بللیسیس یا در مورد چیزهای جنگ (انگلیسی: De rebus bellicis) اثری ناشناس از قرن چهارم یا پنجم است که راه‌حل‌هایی را برای مشکلات نظامی و مالی در امپراتوری روم پیشنهاد می‌کند، از جمله تعدادی ماشین‌های جنگی خیالی. پس از مرگ کنستانتین بزرگ در سال ۳۳۷ (به صراحت گفته شده‌است که کنستانتین در زمان نگارش اثر مرده‌است) و قبل از سقوط امپراتوری روم غربی در سال ۴۷۶ نوشته شده‌است.